# Bart Ram
Bart Ram (Amsterdam, 1940 - 2020) was een Nederlands voetbalscheidsrechter die van 1972 tot 1981 in de Eredivisie floot. Vooral in zijn beginjaren stond hij te boek als scheidsrechter met enkele onjuiste beslissingen. Na enkele incidenten werd hij tijdelijk op non-actief gesteld.